# Schloss Oberellenbach
Das Schloss Oberellenbach liegt in dem gleichnamigen Gemeindeteil des Marktes Mallersdorf-Pfaffenberg im niederbayerischen Landkreis Straubing-Bogen. Es ist unter der Aktennummer D-2-78-148-19 als Baudenkmal verzeichnet. Die Anlage wird ferner als Bodendenkmal unter der Aktennummer D-2-7239-0247 mit der Beschreibung „untertägige mittelalterliche und frühneuzeitliche Befunde im Bereich des Schlosses bzw. Herrschaftssitzes von Oberellenbach mit einstmaligen Wirtschaftsgebäuden und Gartenanlagen, darunter die Spuren von Vorgängerbauten bzw. älterer Bauphasen und abgebrochenen Gebäudeteilen“ geführt.

## Geschichte
Um 1100 schenkt ein Pero de Alinpach dem Kloster Sankt Emmeram einige Censuale. Ein Rodiger de Alinpah tritt am 11. Juni 1177 als Zeuge in einer Klosterurkunde auf. Nach dem ersten Herzogsurbar (1229/1237) bestand in dem Ort Ellenbach ein Amt und ein Gerichtssitz. In dem zweiten Herzogsurbar (1280) wird das Amt als gerihtt ze Elnpach genannt und die herzoglichen Besitztümer als der Niederhof, der Oberhof und die Sölde bezeichnet; damit scheint eine Unterscheidung von Ober- und Unterellenbach eingeleitet zu sein. Zur Zeit des dritten Herzogsurbars (1310) ist Ellenbach weiterhin Gerichtssitz, der Unterhof und das Lehen Weilnberg befinden sich im Besitz des Sprittachers. Die Sprittacher lassen sich bis 1421 in Ellenbach verfolgen. Auf dem Oberhof sitzen die Ezelhauser und die Öder gemeinsam. 1311 erscheint als Zeuge in einer Urkunde des Klosters Mallersdorf ein Konrad, Klostermaier zu Ellenbach, und ein Konrad, Maier des Mengkofers. 1318 hatte der Herzog den Unterhof wieder eingelöst. Im gleichen Jahr sitzt Nikolaus Tömlinger auf dem Oberhof und bezeichnet diesen als ein direktes herzogliches Lehen. 1339 besitzt das Kloster Seligenthal den Oberhof und das Lehen Weilnberg. Offensichtlich besaß um 1311 das Kloster Mallersdorf in Ellenbach den Unterhof, da dort ein Maier des Klosters bezeugt ist.
Gegen Ende des 14. Jahrhunderts wird in den Urkunden bereits zwischen Unter- und Oberellenbach unterschieden. Konrad Hächtaler zu Niederellenbach vergleicht sich am 21. Dezember 1391 mit dem Sattelbogener und dem Kloster Mallersdorf. Konrad Mengkofer und seine Frau verkaufen am 3. Dezember 1395 den Eigenhof zu Niederellenbach an ihren Vetter Hans Sigenhofer. Die Sprittacher waren zumindest zeitweise Besitzer eines Edelhofes in dem Ort Ellenbach.
Eine Hofmark scheint hier in der Mitte des 14. Jahrhunderts entstanden zu sein, denn in den Kirchberger Gerichtsurkunden wird 1430 ein Gericht Ellenbach erwähnt. 1447 besteht diese Hofmark in Oberellenbach. 1458 sitzt ein Martin Armannsperger auf Ellenbach, 1464 sind die Armannsperger Herren auf Nieder- und Oberellenbach. In den Landtafeln tauchen von 1470 bis 1580 die Armannsperger zu Ellnbach auf, womit die Hofmark Oberellenbach gemeint ist. Genannt werden: Armansperger zu Elnpach (1470), Georg Armannsperger zu Ellenbach (1490), Jörig Armansperger zu Ellnpach (1494), Bartholomäus Armansperger (1510–1526), Erben des Bartholomäus (1538), Eustachius, Erasmus und Hanns Wilhelm Armannsperger (1558–1578), Hans Sigmund von Armannsberg (1580). Die Armannsberger haben zwar die Edelmannfreiheit auf den verschiedenen Höfen zu Ellenbach besessen, eine Vereinigung der Hofmark Oberellenbach mit dem Dorf Unterellenbach scheint erst unter ihren Nachfolgern, den Herren von Leoprechting, vollzogen worden zu sein. 1588 bis 1616 wird hier Elias von Leoprechting in der Landtafel angeführt. Die Herren von Leoprechting blieben bis 1629 auf Ellenbach, der letzte ist Waltburg von Leoprechting.
Während des Dreißigjährigen Krieges überfielen 1634 die Schweden den Ort. Zwischen 1636 und 1644 gehört Oberellenbach den Schrenk von Naging. In der Hofmarksbeschreibung von 1689 wird ein Christoff Ludwig Stöckl als Hofmarksinhaber genannt. Dieser hat Oberellenbach von den Doktor Schott’schen auf der Gant gekauft. Noch 1726 befinden sich die Stöckelschen Erben auf Oberellenbach. 1752 gehört die Hofmark dem Baron von Wagner. 1780–1796 werden die Lerchenfeld als Hofmarksinhaber genannt. 1796 verkauft die Gräfin von Lerchenfeld die Hofmark an den Pfarrer Max Koch von Leutzenkirchen; dieser bleibt bis zur Säkularisation im Besitz von Oberellenbach. Bereits 1806 war Oberellenbach ein Patrimonialgericht. Dann kam es (angeblich bereits seit 1796) in den Besitz des anfangs nichtadeligen Bauern und Brauers Johann Raymayr. Am 24. September 1813 bat dieser um die Bestätigung des Ortsgerichts und am 1. Januar 1820 wurde Oberellenbach als Patrimonialgericht bestätigt. Am 29. September 1824 erwirbt der Landrichter Hilger zu Landau durch Verheiratung mit Franziska von Raymayr das Landgut Oberellenbach, aber erst nach dem Erwerb des Adelstitels am 23. Juni 1825 wird diese Übergabe vollzogen. Am 10. Februar 1840 heiratet die Landsrichterwitwe Maria von Hilger den Max Ritter von Kobell und bringt Oberellenbach in die Ehe ein. Von diesem erwirbt Fürst von Thurn und Taxis am 22. Dezember 1840 Oberellenbach und verleibte es seinem Patrimonialgericht Neufahrn ein. Die Extradition von Oberellenbach erfolgte dann 1848.

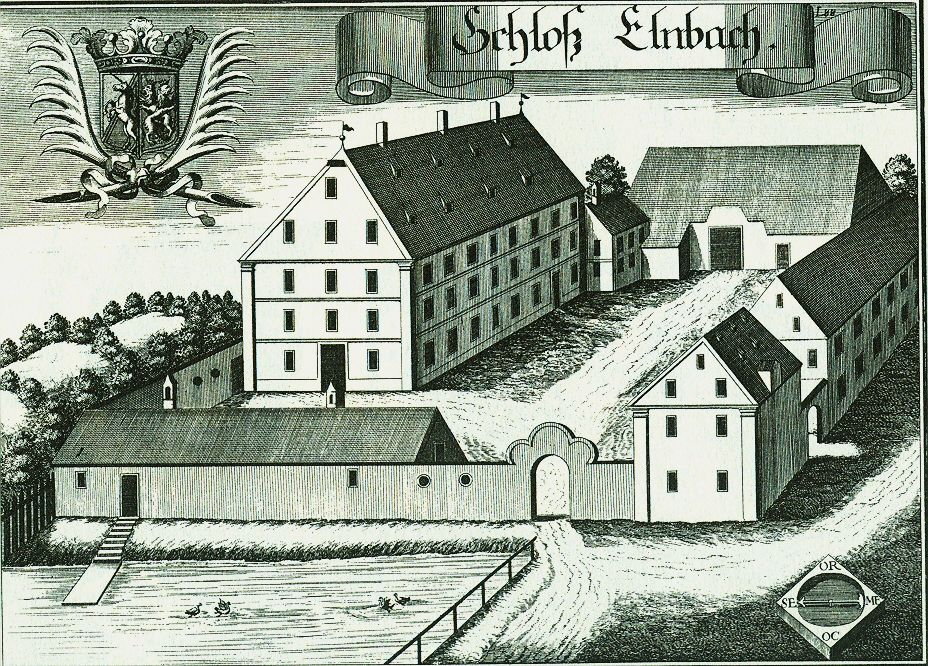
Schloss Ellenbach nach einem Stich von Michael Wening von 1721

## Schloss Ellenbach einst und jetzt
Wie der Stich von Michael Wening von 1721 zeigt, war das Schloss Ellenbach ein einfacher dreigeschossiger Bau, der von mehreren Wirtschaftsgebäuden umgeben war, die zusammen mit einer kleinen Mauer einen geschlossenen Hofbezirk bildeten. Das Schloss stand neben einem Weiher. 1756 wurde das Schloss umgebaut und bekam damals ein Brauhaus sowie Hofgebäude. Ein zugehöriger Sommerkeller des Brauhauses befand sich südöstlich des Schlosses.
Heute ist das Schloss ein schlichter dreigeschossiger Satteldachbau mit Putzbandgliederung und drei Aufzugsöffnungen. Auffallend sind die Stützpfeiler auf der Schmalseite des Gebäudes. Der von Süden nach Norden gerichtete rechteckige Bau wurde vermutlich Anfang des 18. Jahrhunderts errichtet. Von 2016 bis 2019 wurde Schloss Oberellenbach in Zusammenarbeit mit den Denkmalbehörden saniert.